# حسن ظاهر محمود
حسن ضاهر أفقراع ( الإنجليزية Hassan Dahir Mohamoud Af-Kurac ، ( العربية حسن ظاهر محمود افقراع ، ( الصومالي Xasan Daahir Maxamuud Af-Qurac : سياسي صومالي كان سابقا نائب رئيس بونتلاند من يناير 2005 إلى يناير 2009. توفي لاحقًا بسبب مرض الكبد في نيروبي.  